# Aéroport d'Alghero-Fertilia

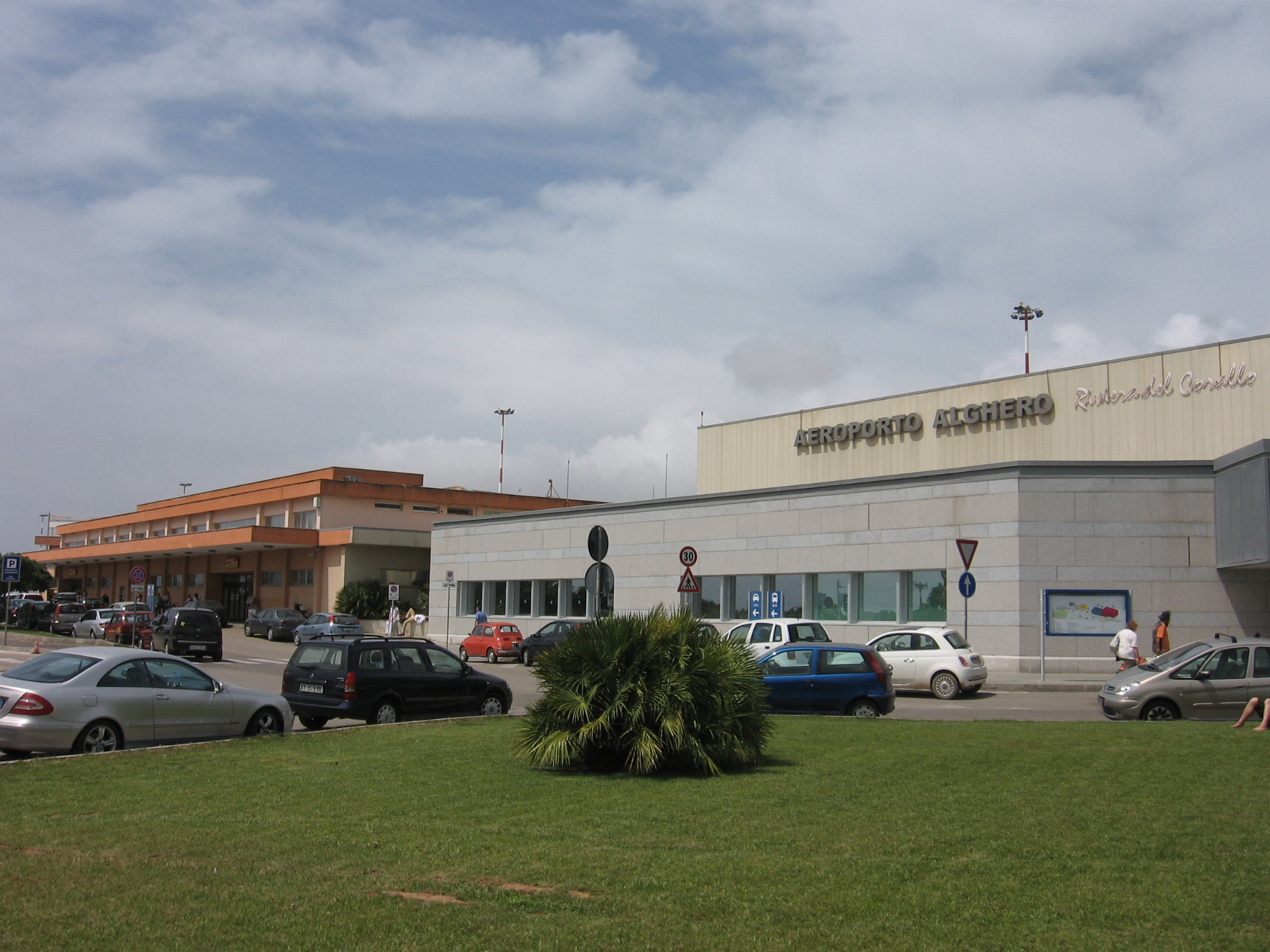
L'aéroport d’Alghero-Fertilia.

L’aéroport d’Alghero-Fertilia est un aéroport situé à Fertilia au nord d'Alghero, en Sardaigne (code IATA : AHO • code OACI : LIEA). Il est géré par la SOGEAAL (Societa di Gestione Aeroporto di Alghero). L'aéroport a accueilli 1 388 217 passagers en 2010.

## Situation

### Carte des aéroports en Italie
| \| 100 km1:7 506 000 \| Abruzzes Alghero Ancône Bari Bergame Bologne Bolzano Brescia Brindisi Cagliari Catane Comiso Grosseto Coni Elbe Florence Foggia Gênes Lamezia Terme Lampedusa Milan L. Milan M. Naples Olbia Palerme Pantelleria Parme Pérouse Pise Reggio de Calabre Rimini Rome C. Rome F. Salerne Trapani Trévise Trieste Turin Venise Vérone |
| 100 km1:7 506 000 |

## Statistiques
Pour des raisons techniques, il est temporairement impossible d'afficher le graphique qui aurait dû être présenté ici.

Voir la requête brute et les sources sur Wikidata.

## Compagnies aériennes et destinations
| Compagnies  | Destinations |
| ----------- | --- |
| AeroItalia  | En saison : Bergame-Orio al Serio |
| Air Europa  | En saison : Madrid-Barajas |
| easyJet     | Milan-Malpensa En saison : Genève-Cointrin |
| ITA Airways | Milan-Linate, Rome Léonard-de-Vinci/Fiumicino En saison : Gênes-Christophe-Colomb |
| Ryanair     | - Bari-Karol Wojtyła, - Bergame-Orio al Serio, - Bologne-Borgo Panigale, - Charleroi Bruxelles-Sud, - Katowice-Pyrzowice, - Madrid-Barajas, - Milan-Malpensa, - Naples-Capodichino, - Pise-Galileo Galilei, - Venise - Marco Polo En saison : - Abruzzes, - Barcelone-El Prat, - Billund, - Budapest-Ferenc Liszt, - Bratislava-M. R. Štefánik, - Catane-Fontanarossa, - Cork, - Dublin, - Londres-Stansted, - Memmingen, - Palerme Falcone-Borsellino, - Vienne-Schwechat |
| Volotea     | En saison : Bordeaux-Mérignac (débute le 4 juillet 2025), Paris-Orly |
| Wizz Air    | En saison : Bucarest-H. Coandă, Budapest-Ferenc Liszt |

Édité le 23/04/2019. Actualisé le 12/01/2023.